# Cabildo Insular de Fuerteventura
El Cabildo Insular de Fuerteventura, como todos los cabildos formados a partir de la Ley de Cabildos de 1912, es la forma gubernativa y administrativa, propia de las Islas Canarias, que cumple dos funciones principalmente. Por una parte, presta servicios y ejerce competencias propias de la comunidad autónoma y por otra, es la entidad local que gobierna la isla. Actualmente, Lola García, de Asamblea Majorera - Coalición Canaria Fuerteventura, es la presidenta de la máxima institución insular, quien ha sido reelegida por segunda vez durante esta X legislatura de la etapa democrática. Con ello, se establece un hecho histórico para Fuerteventura, convirtiéndose en la primera mujer en desempeñar este cargo.

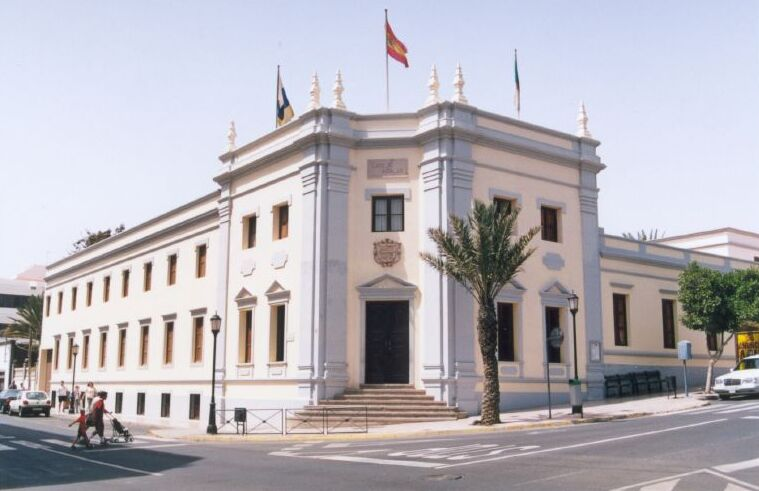
Edificio del Cabildo de Fuerteventura.

## Consejerías
En la actualidad, para desempeñar sus funciones, el Cabildo de Fuerteventura cuenta con las siguientes consejerías:
- Presidencia, Comercio, Red de Museos, Relaciones Institucionales y con otras Administraciones, Cooperación Internacional.
- Aguas, Residuos y Ordenación del Territorio.
- Asuntos Sociales, Sanidad, Consumo, Vivienda e Inmigración.
- Cultura y Patrimonio Histórico.
- Deportes y Caza.
- Industria, Energía, Actividades Clasificadas y Espectáculos Públicos.
- Economía, Hacienda y Nuevas Tecnologías.
- Agricultura, Ganadería y Pesca.
- Medio Ambiente e Infraestructuras.
- Educación y Juventud.
- Seguridad y Emergencias.
- Régimen Interior, Personal y Patrimonio.
- Transportes y Comunicaciones.
- Turismo.

## Lista de presidentes del Cabildo Insular de Fuerteventura
Los presidentes del cabildo han sido:
- Juan Domínguez Peña (1862 – 1933). 1913 - 1916
- José Castañeyra Carballo (1868 – 1930). 1916 - 1920
- Secundino Alonso Alonso (1854 – 1924). 1920 - 1924
- Casto Martínez Gallego (1854 – 1930). 1924 - 1925
- Francisco Medina Berriel (1889 – 1960). 1925 - 1930
- Lorenzo Castañeyra Schamann (1898 – 1962). 1930 - 1931
- Jerónimo Velázquez Curbelo (1904 – 1935). 1931 - 1933
- Luis de San Pío Herrera Rodríguez (1896 – 1991). 1933 - 1934
- Francisco García Sanabria (1877 – 1955). 1934 - 1936
- Luis de San Pío Herrera Rodríguez (2.ª vez), marzo de 1936 - julio de 1936
- Manuel Sánchez Évora (1878 – 1954), julio de 1936 - noviembre de 1936
- Ramón Peñate Castañeyra (1904 – 1986), noviembre de 1936 - marzo de 1938
- Lorenzo Castañeyra Schamann (2.ª vez). 1938 - 1955
- Roque Calero Fajardo (1913 – 1964). 1953 - 1958
- Guillermo Sánchez Velázquez (1927 - 2025): 1958 - 1971
- Santiago Hormiga Domínguez (1917 – 1976). 1971 - mayo de 1976
- Casto Martínez Soto (1911 – 1988). 1976 - 1979

### Etapa democrática
| N.º | Nombre                                         | Inicio | Fin  | Partido |
| --- | ---------------------------------------------- | ------ | ---- | ------- |
| 1.  | Gerardo Mesa Noda (1935)                       | 1979   | 1987 | AM-CC   |
| 2.  | José Juan Herrera Velázquez (1945)             | 1987   | 1995 | AM-CC   |
| 3.  | Ildefonso Chacón Negrín (1939 - 2008) (Fonfín) | 1995   | 1999 | IF      |
| 4.  | José Juan Herrera Velázquez (2.ª vez)          | 1999   | 2003 | AM-CC   |
| 5.  | Mario Cabrera González (1963)                  | 2003   | 2015 | AM-CC   |
| 6.  | Marcial Morales                                | 2015   | 2019 | AM-CC   |
| 7.  | Dolores García Martínez                        | 2019   | 2019 | AM-CC   |
| 8.  | Blas Acosta                                    | 2019   | 2021 | PSOE    |
| 9.  | Sergio Lloret                                  | 2021   | 2023 | AMF     |
| 10. | Dolores García Martínez                        | 2023   | 2027 | AM-CC   |

## Posibles pactos en 2023
La política majorera se ha visto marcada por la inestabilidad, pero, varios expertos de la misma confirman que lo más posible que se dé en la próxima legislatura sería un pacto de Coalición Canaria, liderado por Lola García, con Partido Popular, liderado por Claudio Gutiérrez o Jéssica de León, sin contar con Asambleas Majoreras de Fuerteventura. Otra posibilidad, pero menos probable, es el pacto de PSC-PSOE con Podemos, Nueva Canarias, Asamblea Majorera, etc. En 2023 se cree que AMF no será determinante para crear gobierno.